# Ute Niziak
Ute Niziak (ur. 26 lutego 1982 w Dreźnie) – niemiecka biathlonistka, trzykrotnie srebrna medalistka mistrzostw Europy. W swoim dorobku ma również trzy złote, trzy srebrne i brązowy medal mistrzostw świata juniorów. W 2008 roku zakończyła karierę.

## Osiągnięcia

### Mistrzostwa Europy
| Rok  | Miejsce     | IN | SP | PU | MS | RL |
| 2005 | Nowosybirsk |    |    |    |    | 4  |
| 2007 | Bansko      | 5  | 4  | 2  |    | 2  |
| 2008 | Nové Město  | 25 |    |    |    | 2  |

### Mistrzostwa Świata Juniorów
| Rok  | Miejsce         | IN | SP | PU | MS | RL |
| 2001 | Chanty-Mansyjsk | 27 | 5  | 6  |    |    |
| 2002 | Ridnaun         | 2  | 4  | 2  |    | 1  |
| 2003 | Kościelisko     | 1  | 3  | 1  |    | 2  |

IN – bieg indywidualny, SP – sprint, PU – bieg pościgowy, MS – bieg ze startu wspólnego, RL – sztafeta

### Puchar Świata
| Sezon     | Miejsce |
| --------- | ------- |
| 2006/2007 | 73.     |